# Siarhiej Dziarhaj
Siarhiej Sciapanawicz Dziarhaj, błr. Сяргей Сцяпанавіч Дзяргай (ur. 17 września 1907 w Mińsku  – zm. 25 grudnia 1980 w Mińsku), poeta białoruski. W wierszach, wzorowanych na poetyce folkloru, podejmował współczesne problemy etyczne i społeczne (zbiory: Czatyry stychii 1962, Na wohniennaj ściażynie 1977). Tworzył także przekłady poezji polskiej (m.in.: utworów Adama Mickiewicza, Juliusza Słowackiego, Leopolda Staffa, Jana Kasprowicza).